# شاهزاده یاماشینا آکیرا
شاهزاده یاماشینا آکیرا (به ژاپنی: 山階宮 晃親王, Yamashina-no-miya Akira shinnō); ۱۲ اکتبر ۱۸۱۶ – ۱۷ فوریهٔ ۱۸۹۸) سیاستمدار اهل ژاپن بود. یک دیپلمات ژاپنی و بنیان‌گذار خط وثیقه یاماشینا (او-که) از خانواده امپراتوری ژاپن (دودمان یاماتو) بود.